# Paradaten
Bei Paradaten handelt es sich um Daten, die bei einer Befragung einer Person nebenher entstehen. Die Vorsilbe „Para-“ steht im Griechischen unter anderem für „bei…“ und „neben…“.
In sozialwissenschaftlichen Umfragen hat sich der Begriff Paradaten um 2009 etabliert und bezeichnet erhobene Daten, die auch bei Nichtteilnahme eines Befragten anfallen. Paradaten können auch vorab bekannte Schichtungsmerkmale sein.
Bei einer CATI-Befragung können das z. B. sein: Sprechtempo, Befragungszeitpunkt, Anzahl der Kontaktierungen, Interviewermerkmale.
Bei einer persönlich-mündlichen Befragung zählen dazu z. B.: Zustand des Gebäudes, Wohngegend, Haushaltsgröße.
Bei einer Computer-unterstützten Befragung (CAPI) fällt darunter das gemessene Antwortverhalten einer befragten Person, wie z. B. die Tastaturanschläge oder die Zeit zwischen zwei Mausklicks.
Die Paradaten bieten Forschern einerseits die Möglichkeit, die Verzerrung der Stichprobe besser auszugleichen (z. B. durch Responsive Design), andererseits z. B. Computer-unterstützte Befragung zu verbessern und auch weitere Analysen wie z. B. implizite Assoziatonstests (IAT) durchzuführen.